# Pere Monge
Pere Monge o Pere Mogge (grec antic: Πέτρος ὁ Μογγὸς; llatí: Petrus Mongus o Moggus) va ser patriarca monofisita d'Alexandria al segle v. Va portar també el malnom de Bles o Tartamut.
Diòscor, successor de Ciril I d'Alexandria, que va ser patriarca durant set anys (444-451), el va ordenar diaca. Va participar en les accions violentes de Diòscor i li va donar suport quan el Concili de Calcedònia el va deposar. El seu successor, Proteri, va donar suport a les decisions del concili. Pere es va unir a l'oposició encapçalada per Timoteu Eluros i altres. Proteri els va condemnar a deposició i excomunió.
Proteri els va poder desterrar i Pere va acompanyar a Timoteu fora d'Alexandria i va convertir-se en el seu principal suport. Quan va morir l'emperador Marcià, van tornar a Alexandria i van matar Proteri o van incitar els disturbis que van portar a la seva mort, l'any 475.
Timoteu Elure va pujar al patriarcat, però poc després l'emperador Lleó I el Traci el va desterrar i Pere també va haver de fugir. Timoteu Salofaciol va ser nomenat patriarca. Durant la usurpació de Basilisc, Timoteu Elure va tornar de l'exili i va anar a Alexandria a recuperar la seu (476), i Pere se li va unir. Salofaciol va ser expulsat i es va refugiar en un monestir a Conopus i Timoteu va tornar a ocupar el càrrec patriarcal.
A la caiguda de Basilisc, Zenó, que va recuperar el poder, va permetre a Timoteu, ja molt vell, de restar com a patriarca, però a la seva mort, poc després (477), els bisbes monofisites del país van elegir a Pere (que mentrestant havia estat ascendit a ardiaca), i l'emperador es va indignar i va decidir matar el nou patriarca. Tanmateix, passats els primers moments de ràbia, l'emperador va perdonar la vida a Pere, tot i que el va privar del patriarcat en el qual va ser restaurat Salofaciol.
Aquest va morir no molt de temps després i Joan de Tabenna, conegut com a Joan de Talaia o Talaida, va ser nomenat patriarca, però al cap d'un temps, per orde de Zenó, va ser deposat, i va cridar a Pere Monge pel càrrec. Pere era al seu exili a Eucaita, al Pont, i va poder tornar com a patriarca l'any 482, sembla que com a part de la política religiosa de Zenó, i acceptant les doctrines que aquest imposava. Joan Talaia va fugir a Roma, on el papa Simplici I li va donar suport.
Fèlix III, que va succeir a Simplici l'any 483, el va mantenir en el càrrec. Per sostenir-se contra aquest perill, Pere va anatematitzar les doctrines del Concili de Calcedònia que el seu rival sostenia (així es guanyava el bàndol monofisita), i per evitar un conflicte amb Acaci de Constantinoble i la cort, va negar haver-ho fet. Mentrestant, el nou patriarca de Constantinoble, Eufemi, es va declarar contrari a Pere i va donar suport al Papa.
Llavors va morir Pere, el 490, poc abans de morir Zenó. El va succeir el monofisita Atanasi II d'Alexandria.